# 解離性障害
解離性障害（かいりせいしょうがい、英: dissociative disorders; DD）とは、自分が自分であるという感覚が失われている状態が主となる個々の精神障害のためのカテゴリ（分類）である。『精神障害の診断と統計マニュアル』第5版 (DSM-5、アメリカ精神医学会、2013年)では、解離症群と解離性障害が併記される。解離性同一性障害、解離性健忘、離人症性障害（離人感・現実感消失障害）などに分類され、要因としては心的外傷体験、幼少期の主たる養育者との愛着の問題、当人の解離の素質などがある。解離性障害は解離症状を主とする病気で、患者は社会的・職業的に支障を来し、対人関係にも困難を抱える。具体的な治療法については、「解離性障害#治療」を参照。
解離性健忘では、一般的な出来事や社会常識などの記憶は保たれているにもかかわらず、自伝的な(個人的な）記憶が欠落する病。離人症性障害は自分を外から見ているような離人感や現実感消失感があり、それが持続的あるいは反復的に現わるために社会的・職業的に支障を来す病である。解離性同一性障害では一人の人間の中に複数の人格(パーソナリティ)が存在するような状態が見出される病。これらの症状は他の精神障害や身体疾患でも見られるため、鑑別は必要とされる。解離性障害の人は、防衛機制の解離を無意識的に使用しているとされる。
1994年のDSM-IVと並ぶ診断基準、1990年の世界保健機関 (WHO) のICD-10において、解離性障害に該当するものは「解離性[転換性]障害」であるが、名称にも現れているように、含まれる範囲は異なる。

## 定義
精神医学的障害の一種である。

## 分類と症状
解離には、日常的に起こりうる正常なものから、障害とみなされるまで範囲は広い。不幸に見舞われた人が目眩を起こし気を失ったりするが、これは正常な範囲での「解離」である。 
それぞれの人にとって大きな精神的苦痛、限界を超える苦痛を感じた時、感情を体外離脱体験や記憶喪失という形で切り離し、自分の心を守ろうとする。障害を満たすのは重症の場合であり、つまり、著しく苦痛であったり社会的機能の障害をもたらしている場合である。解離性障害に分類される個々の障害は、DSM-IVやDSM-5では以下が挙げられる。
- 解離性健忘（Dissociative amnesia） - ストレスに満ちた出来事の記憶が欠落している。
  - 解離性とん走 DSM-5では上記に統合（Dissociative fugue）
- 解離性同一性障害（Dissociative identity disorder, DID） - 人格が複数ある。DSM-IVの編纂委員長アレン・フランセスは、暗示にかかりやすいものに人格の分裂を助長する治療を行い医原性だとする[4]。
- 離人症性障害 (DSM-IV)、離人感・現実感消失障害 (DSM-5、または症)（原語は共にDepersonalization disorder） - 自分を外から見ているような、夢を見ているような感覚[5]。
- 特定不能の解離性障害 - トランス状態等でも著しい苦痛が生じればこれが診断されうる[5]。

### 離人症性障害／現実感喪失
離人感とは、自分を外から眺めているような、奇妙な離脱感であり、また現実喪失感とは、現実が夢を見ているように感じられることで、多くは成長期に普通に感じられる正常な出来事であり、日常生活に重大な影響はない。後述するホームズ (Holmes, E.A.)らは解離性障害を「離隔」と「区画化」の 2つに分けているが、そこでの「離隔」が、この離人症と現実感喪失である。
DSM-IV-TR での離人症性障害の診断基準を要約すると次のようになる。
- 自分の精神過程または身体から遊離して、あたかも自分が外部の傍観者であるかのように（例えば夢の中であるかのように）感じることが持続的または反復的である。
- 離人体験の間も、現実検討能力は正常に保たれている。
- それにより本人が著しい苦痛を感じ、または社会的・職業的な領域で支障をきたしている。
- 薬物や前述の精神疾患その他の生理学的作用によるものではない。

DSM-5の診断基準では、離人感あるいは現実喪失感となり、現実喪失感だけでも診断が可能となった。
診断には、他との鑑別が必要であり、他の精神障害はほぼすべてが離人感や現実感喪失を起こしうるし、薬物が原因となって生じる可能性は高く、ほかに頭部外傷なども原因となりやすい。
ICD-10では、「他の神経症性障害」 (F48) の中に「離人・現実感喪失症候群」 (F48.1) として分類されている。DSM-IV-TR での定義とはニュアンスが異なっており、DSM-IV-TRの離人症性障害には、解離特有の離人症の構造がある。

### 解離性健忘／解離性遁走
普通の物忘れでは説明できないほどに、ストレスに満ちた出来事の記憶に空白があったり、すっかり思い出せない。DSM-IV-TR では解離性健忘 (300.12) と解離性とん走 (300.13) は分かれていたが、2013年のDSM-5では解離性健忘に統合された。1990年代には抑圧された記憶が回復されたとする人々が多くあらわれたが、時には宇宙人に強姦されたなど信じがたいものも含まれ、また訴訟や逮捕が行われ過剰な診断の流行によって悲惨な結果が生じた。
一般に解離性健忘は過去の一時期の記憶を失っていることが多いが、全生活史についての記憶を失うこともある。解離性遁走（フーグ）では、全生活史についての記憶を失ったままいわゆる「蒸発」してしまい、全く別の場所で全く別の人間として生活を始めているところを発見されることもある。
DSMでの診断基準には上記の他に以下の2つの条件がある。
- それにより本人が著しい苦痛を感じ、または社会的・職業的な領域で支障をきたしている。
- 薬物とか別の精神疾患、例えば心的外傷後ストレス障害や急性ストレス障害、または解離性同一性障害、身体化障害ではなく、その他の生理学的作用によるものではない。

診断には、他との鑑別が必要であり、急性ストレス障害ではストレスに満ちた出来事だけを忘れ、薬物中毒が原因となる可能性はありふれており、ほかに頭部外傷なども原因となりやすい。とん走は治療者によっては見たことがないというほどまれである。アルコールは一時的な健忘を引き起こす。
はっきりと他と区別される別人格も確認されれば解離性同一性障害となる。

### 解離性同一性障害
明確に区別できる複数の人格が同一人に存在し、それらの複数の人格が交代で本人の行動を支配する。記憶については過去の記憶でも最近の記憶でも空白がある。その記憶の空白の大きさは、人格によっても異なる場合もある。本人にとっては忘れたい程の辛い過去や、人格が解離するに至った要因がある時期の記憶であるケースが多いが、その信憑性には議論がある。
臨床例では日常的に記憶喪失が顕著な者よりも、同一性の混乱を自覚する者が数的には多くを占める。後者の場合、日常的な記憶には問題がないため、おかしいとは思いながらも長い間、それが障害であると気づかなかったという者も少なくはない。他人格には本人の渇望する、自由奔放さや強さ、甘えられる存在を代理する者が主であることが特徴で、そのために幼児や異性の他人格等もよくみうけられる。
DSM-IV-TRでは「重要な個人的情報の想起不能」が要件であるので、それを厳密に適用すれば、上記の後者の例の多くは「特定不能の解離性障害」に分類される。

### 特定不能の解離性障害
解離性障害ではあるが、解離性健忘、離人症性障害、解離性同一性障害などの基準を満たさない症例のための分類である。著しい苦痛が生じればこれが診断されうる。DSM-5では、他の特定される解離性障害（以下で「他」とする）と、特定不能の解離性障害が分かれ、特定不能の方には細かい解説はない。以下、DSM-IVにおける例における数字番号である。
- 1 解離性同一性障害に酷似しているが、その診断基準の一部を満たさないもの - 2つ例が記されており、はっきりと他と区別される複数の人格がない、もう1例は、重要な個人的情報に関する健忘が生じていない場合である。似たものはDSM-5の、「他」混合性解離症状の慢性および反復性症候群。

後者の例は、たとえば主人格と交代人格が記憶を共有している。
- 4 解離性トランス障害 - 特定の地域、または文化に固有のもので、同一性（人格）の感覚が消失する、身辺状況の認識の狭小化するなど、意識状態が一過性に変化する。DSM-5では、「他」解離性トランス。
- 6 ガンザー症候群 - 曖昧な受け答えや前後の文脈と関係のない的外れな話をしたりする。留置所・刑務所のような閉鎖的環境の中で発症することが多く、「拘禁反応」の一種とみなされている。

上記のほか、次のものもある。
- 2 離人症を伴わない現実感喪失 - DSM-5では、離人症性障害に含まれる。
- 3 洗脳など威圧的にされた者に起こる解離 - DSM-5では、「他」長期および集中的な威圧的説得による同一性の混乱。
- 5 身体疾患が原因でない意識の消失、混迷、昏睡など

DSM-5の「他」ストレスの強い出来事に対する急性解離反応がある。

## 疫学
柴山雅俊は2012年の著書で、解離性障害のうち解離性同一性障害は約30%、離人症性障害が約10%、解離性健忘・遁走は5%、残りの55%が特定不能の解離性障害に分類されるとする。被験者の収集条件などによって変動する。
北米での関心が解離性同一性障害に集中しているため、解離性障害内の各下位障害の比率に関するまとまった統計はなかなか見あたらないが以下の報告がある。なお、解離性同一性障害を「DID」、特定不能の解離性障害を「特定不能」、解離性健忘 「健忘」、離人症性障害は「離人」と記す。

1. アメリカ1993年Saxeらの報告
15例の内、DID 27%（4例）、特定不能 60%（9例）、健忘 13%（2例）
2. アメリカ2006年Footeらの報告
24例の内、DID 21%（5例）、特定不能 29%（7例）、健忘 33%（8例）、離人17%（4例）
3. 日本では2006年柴山の報告
53例の内、DID 17%（9例）、特定不能 68%（36例）、健忘 4%（2例）、離人11%（6例）
4. ドイツからの2001年の報告
8例の内、DID 13%（1例）、特定不能 38%（3例）、健忘 38%（3例）、離人13%（1例）
5. 2003年のトルコからの報告
18例の内、DID 50%（9例）、特定不能 44%（8例）、健忘 6%（1例）
6. トルコからの2007年の報告
15例の内、DID 40%（6例）、特定不能 40%（6例）、健忘 20%（3例）

特定不能の解離性障害が、全体の半分以上を占めている。これらに後述の白川美也子の報告、後述するロスらの論文を重ね合わせて見ても、解離性障害のうち、解離性同一性障害と特定不能の解離性障害が大半を占めていることは見て取れる。

## ICD10の解離性（転換性）障害
ICD10での解離性[転換性]障害の定義、あるいは主題は「過去の記憶、同一性と直接的感覚、および身体運動のコントロールの間の正常な統合が部分的、あるいは完全に失われていること」としている。
ICD10では「ヒステリー」という用語を使用していない。しかしかつてヒステリーと呼ばれた障害は、解離性のタイプも転換性のタイプもここにまとめられている。DSM-IV-TRでは、主に身体表現性障害のカテゴリがあてられており、ICD10にも身体表現性障害 (F45) という区分があるが、ICD-10ではこちらに含められている。ICD10では、解離性のタイプも転換性のタイプの患者も多くの特徴を共有していること、一人の患者がしばしば、同時に、あるいは別の時期にもう一方の症状もあらわすことがあるからとしている。なお、DSM-IVでは転換性のタイプは、身体表現性障害のカテゴリに、転換性障害の診断名が存在する。
違いで言えば、離人感と現実感喪失はICD10では含まれない。その理由としては、人格的同一性の限られた側面しか通常は障害されず、感覚、記憶、運動の遂行に関する損失はないからとする。
解離性同一性障害は多重人格障害との名称で「F448 その他の解離性[転換性]障害」の下に位置づけられ、多少懐疑的なコメントが付されている。以下にICD10の解離性[転換性]障害の個々の診断名を記す。
- F44.0 解離性健忘
- F44.1 解離性遁走[フーグ]
- F44.2 解離性昏迷
- F44.3 トランスおよび憑依障害
- F44.4 解離性運動障害
- F44.5 解離性けいれん
- F44.6 解離性知覚麻痺および感覚脱失
- F44.7 混合性解離性[転換性]障害
- F44.8 他の解離性[転換性]障害
  - F44.80 ガンザー症候群
  - F44.81 多重人格障害
  - F44.82 小児期あるいは青年期にみられる一過性解離性[転換性]障害
  - F44.83 他の特定の解離性[転換性]障害
- F44.9 解離性[転換性]障害、特定不能のもの

## 原因
原因は一人一人違うと考えた方が実情に即しており、以下もあくまで一般的な理解のまとめに留まる。

### ストレス要因
解離性障害を発症する人のほとんどが幼児期から児童期に強い精神的ストレスを受けているとされる。そのストレス要因として一般にいわれるのは、
1. 学校や兄弟間のいじめなど、
2. 親などが精神的に子供を支配していて自由な自己表現ができないなどの人間関係のストレス、
3. ネグレクト、
4. 家族や周囲からの情緒的、身体的虐待、性的虐待、
5. 殺傷事件や交通事故などを間近に見たショックや家族の死などである[18]。

北米を始め、日本でも関心が解離性同一性障害に集中しているため、解離性障害全体は情報が少ない。
- 柴山雅俊、 2007年の報告[19]：
調査人数42人。両親の不仲60%、性的外傷30%、近親姦9%、両親からの虐待30%、学校でのいじめ60%、交通事故20%。
- 柴山雅俊、 2012年の報告[20]：
調査人数の記載なし。両親の不仲55%、性的外傷45%、(内家庭外77%、家庭内33%、両方11%）、家庭内虐待30%、学校でのいじめ55%、交通事故20%。
- 白川美也子、2009年の報告[注 2]：
  - 解離性障害全体では調査人数105人。身体的虐待57%、心理的虐待83%、ネグレクト49%、家庭内性的虐待31%、家庭外性的虐待43%、DV目撃64%
  - 内解離性同一性障害、調査人数 23人。身体的虐待61%、心理的虐待74%、ネグレクト43%、家庭内性的虐待22%、家庭外性的虐待30%、DV目撃65%。
  - DDNOS、調査人数 13名。身体的虐待54%、心理的虐待100%、ネグレクト46%、家庭内性的虐待54%、家庭外性的虐待38%、DV目撃77%。
  - そのほか、調査人数69人。身体的虐待57%、心理的虐待83%、ネグレクト51%、家庭内性的虐待30%、家庭外性的虐待48%、DV目撃61%

解離性同一性障害と解離性障害の原因を比較できる、国立精神・神経センター病院からの白川美也子の2009年報告を見るかぎり、両者の間に有意差はない。

### 愛着との関係
幼児期の生育環境を愛着関係と解離性障害の関係も指摘されている。
- 1986年にメイン (Main, M) とソロモン (Solomon, J) が、Dタイプ（無秩序・無方向型）を新たに発見した。それまでアタッチメントタイプには、Aタイプ（回避群）、Bタイプ（安定群）、Cタイプ（アンビバレント群）の3タイプがあるとされていたが、Dタイプはそれらとは異なる葛藤をはらむ行動パターンで、矛盾した意図と環境に対する指向性の欠如、そして、突然トランス状態に入るか、あるいは茫然とした表情で身動きしなくなる瞬間を時々挟むのが特徴である。虐待をうけた乳幼児（よちよち歩きまで ）の80%までがこの愛着行動を示すという[21]。
- 1990年にはメインらはDタイプは養育者の生活史における未解決の外傷や喪失と関連があることを示し、さらに外傷を負った親の養育態度に関係するのではないかとした[22]。
- 1991年にはバラック (Barach,P.M.M.) が愛着関係と解離性同一性障害との関係を示唆することを報告[23][24]。
- リオッタ (Liotti.G.) は1992年にもバラックの説を拡張して、Dタイプが解離性障害が発症しやすくすると述べた[21]。
- 1996年にはメインらは「トランス様状態とおそらく解離していると考えられる行動が非統合型（Dタイプ ）の子供の一部に見られる」と報告している[22][25] 。パトナム (Putnam,F.W.) もこの1996年の論文に注目している[26]。
- 2003年にライオンズ-ルース (Lyons-Ruth.K.) は、明確な心的外傷がなくとも、Dアタッチメント・タイプにあった子供は解離性障害になる可能性が高いとした[23][27]。
- 2006年にリオッタは、このDタイプを示すような養育状況が、解離性障害への脆弱性を増大させるというモデルを提唱している[28][29]。そして解離性障害の精神療法は第一にこのアタッチメントに焦点をあてるべきであるとする。

愛着理論の立場では、統合された自己はその子が成長する過程で獲得されるものであり、その過程が養育状況により頓挫するのが解離、あるいは解離性障害の前提となる脆弱性であるという。リオッタは、深い悲しみをもつ解離性障害の患者に対して、治療者が共感的理解を提供することで、その治療関係の中で患者の愛着システムが活性化され、安定型（Bタイプ）の愛着を経験しはじめる。また患者は、脱価値化や自他への攻撃ということの背景には他者によって理解されたい、苦しみを癒してほしいという動機が存在していることを理解するようになる。それらによって患者は統合へ向かうとしている。

## 解離の様々な切り口

### スタインバーグの 5つの中核症状
スタインバーグ (Steinberg.M ) は、解離性障害の診断と評価には、5つの中核症状が重要であるとし、「健忘」、「離人」、「疎隔（現実感喪失）」、「同一性混乱」、「同一性変容」の、特に健忘を解離性障害の基本として重視している。離人とは自己からの離隔の感覚である。一方「疎隔」とは対象・世界に対する現実感がなくなり、曇ったガラスを通して見ているような感覚である。
「健忘」「離人」「疎隔」は、自分の記憶が一貫せず、自分の体が自分のものだと感じられなくて、自分が自分であるという感覚、つまり自己同一性が不確実になる。「同一性混乱」は、自我同一性や自己意識に関する不確実、困惑、葛藤などの感覚。「同一性変容」は、他人から、行動パターンの変化によって気づかれるような患者の社会的役割の変化、としている。具体的には別の名前を名乗ったり、できなかったはずの楽器を演奏したり、買った覚えのないものを自分の部屋で見つけるなどである。これは解離性同一性障害を疑う一番大きなエピソードである。
スタインバーグは、この5軸から後述する構造化面接 SCID-D を作成した。この評価を各解離性障害に当てはめると、解離性健忘障害は「健忘」が重症で他は軽症、「同一性混乱」はほとんど無し。 解離性遁走障害は「健忘」が重症、「離人症」「現実感喪失」は軽症で「同一性変容」「同一性混乱」は重症より若干下がる程度。 解離性同一性障害は全体に重症だが「健忘」「離人症」「現実感喪失」が若干低め。 特定不能の解離性障害は解離性同一性障害よりも若干下がるが中等症よりは上というようなプロフィールになる。

### ホームズの「離隔」と「区画化」
ホームズ (Holmes, E.A.)らは、2005年に、解離の症候を大きく「離隔」と「区画化」に整理し、「離隔」は意識変容であるとした。
離隔 (detachment) - 感覚の麻痺、疎隔症状（現実感喪失）、離人症状、体外離脱体験、自己像視などを含む。
- 分離されるものが体である場合は「自分の体が自分のものではないような」という感じであり、もっとも顕著なのは体外離脱体験である。
- 分離されるものが自分である場合には「自分がしていることに、自分がしているという感じがしない」「自分を他人のように観察している」という離人症。
- 分離されるものが外界である場合は「ものを見ていてもそれがそこにあるという感じがしない」「周りが見えない膜で隔てられているようだ」という疎隔（現実感喪失）が生じる。

区画化 (compartmentalization) - 転換症状、睡眠現象、トランス状態、健忘、交代人格、偽幻覚である。
- 定義は、通常ならば参照可能な情報を意識の上らせることができなくなり、そのために随意的な行動を制御できなくなることとされる。

ホームズらは「離隔」と「区画化」に分類される症状が一人の患者に表れることは、ASD 、PTSD の場合を除いてそれほど多くはなく、相互に関係は認められるものの独立した病態であるとするが、これには異論も出ている。

### 柴山雅俊の空間的変容と時間的変容
柴山雅俊は「空間的変容」と「時間的変容」という概念から解離を捉えようとしている。
- 空間的変容とは、簡単にいえば、ある一時点で、一人であるはずの自分が、見る側と見られる側に分かれてしまうということである[41]。難しくいえば、対象関係の変容であり「離人・疎隔」「気配過敏症状」「対人過敏症状」「体外過敏症状」「自己像視化」などであり、自と自、自と他といった空間的関係の変容である[42]。ある面では「離隔」ともいえるが、一般的な「離隔」の概念からはみ出しているため、柴山はそれを空間的変容と呼んでいる。「気配過敏症状」「対人過敏症状」などはホームズらの「離隔」と「区画化」の 2分類では取り上げられていないが、柴山は解離の構造の近縁の症状として重視している。
- 時間的変容とは、これも簡単にいえば、時間の流れの中で記憶が途切れてしまうこと、あるいは「私」が入れ替わってしまうことである[43]。難しくいえば、時間的流れにおける意識状態の突然の断絶や交代をさす。「健忘」「遁走」「交代人格」「転換症状」など、主に意識状態を構成している記憶や同一性の変容であるとする。

空間的変容と時間的変容はいわば縦軸と横軸である。そのどちらかがあまり表面に現れないと、ホームズらのいうように離隔と区画化 といった独立した病態のようにも解釈されうるが、しかし柴山によれば、これとは異なり、この2つは多くの症例で複合的に現れるとしている。そして両者に共通するものに「もうろう状態」をあげる。
柴山のもう一対のキーワードは「存在者としての私」と「眼差しとしてのわたし」である。
- 眼差しとしてのわたし、にとっては現実は他人事、逃避、弛緩、空虚な感じを持つ。
- 存在者としての私、は当事者性、逃避不能、緊張、充満を特徴とする。

乱暴に言えば、外からは解らない解離の始まりと考えると全体の関係が解りやすくなる。意識が「眼差しとしての私」、つまり「見ているわたし」にあるときは「離隔」ともいえるが、意識が「存在者としての私」「見られている私」にあるとき、「見ているわたし」を感じて「気配過敏症状」となる。
そして柴山は、正常な解離から解離性健忘、解離性遁走、特定不能の解離性障害、解離性同一性障害という連続体、スペクトラムとしてとらえるのではなしに、中核に特定不能の解離性障害をおき、解離性健忘、遁走、交代人格といったものはむしろ特殊な例としてその周辺にあらわれるととらえている。

### 構造的解離理論
診断基準に含まれない解離の理論としてバン・デア・ハート (Hart,V.D.) らの構造的解離理論があり、日本では2009年頃から専門誌や学会などで紹介されており、2011年11月にその上巻が国内でも翻訳出版された。

#### 人格部分としてのANPとEP
構造的解離理論は、DSM-IV-TR のいう解離性障害より広い範囲、外傷性精神障害全体を解離を軸に捉えなおそうというものであり、単純型PTSDや境界性パーソナリティ障害までも範囲に含めている。
構造的解離理論では「人格」「交代人格」を「ANP」と「EP」に分けている。
- ANP (あたかも正常に見える人格部分： apparently normal parts of personality) は日常生活をこなそうとする人格部分 (personality parts) である。
- EP (情動的人格部分: emotional parts of personality) は心的外傷を受けたときの過覚醒、逃避、闘争などに関わっている。

#### 構造的解離
構造的解離 (structural dissociation) は ANP と EP の組み合わせにより3つに分類される。
そこでは解離の概念を外傷性精神障害全般に拡げられている。
- 第1次構造的解離：単純型PTSDや解離性障害の単純型（離人症性障害、解離性健忘／解離性とん走）。
- 第2次構造的解離：複雑型PTSD、特定不能の解離性障害、境界性パーソナリティ障害。
- 第3次構造的解離：解離性同一性障害

通常、人間は「今私が此処にいる」「私が感じる」「私の体験」という風に、「今」「私」という軸を持っている。しかし慢性的な外傷体験などによって心的エネルギーが損なわれると「今」「私」という軸が希薄になり、「誰の体験」「今がいつか」という「個人化 (personification)」と「現在化 (presentification)」が十分になされず、逆に「私」がそれぞれの「体験」に分割されてしまう。そして衝動性が増す。同時に条件づけられた恐怖症を持つ。衝動性と恐怖症から不適応な代替行為・代償行動を行い、これが情動の暴発やフラッシュバック、過食症や自傷行為などとなる。

## 診断

### 鑑別疾患
鑑別疾患として以下が挙げられる。
- 普通の物忘れ
- 認知症
- せん妄
- 健忘性障害
- 物質誘発性の健忘
- 急性ストレス障害
- PTSD
- 精神病エピソード
- 気分障害エピソード
- 詐病
- 情動症状
- 強迫性障害

### スクリーニングテスト
臨床の現場で常時用いられている訳ではないが、解離には複数のスクリーニングテストがある。DES-T、DDISやSCID-Dなどの構造化面接、診断面接の順に要する時間が長くなり信頼性も増す。なおここでスクリーニングするものは正常な範囲の解離ではなく、解離性障害のスクリーニングである。ただしスクリーニングテストで診断が行われる訳ではない。診断はあくまで医師の診断であり、他の疾患に分類されることもある。特にDDISやSCID-Dなどの構造化面接は、精神科入院患者、外来患者などへの解離性障害有症率調査で主に使用されるツールである。

#### DES-Taxon (DES-T)
1996年にニルス・ウォーラー (Waller,N.G.) とDESの開発者パトナム (Putnam,F.W.) が前述の通りDESの28項目から、病的な解離性障害に関わる 3,5,7,8,12,13,22,27 の8項目に絞ったものである。その内容は岡野憲一郎の著書、およびパトナムの著書にある。ウォーラーがTaxon（類型学的モデル ）の方がよく当てはまると、連続体モデルのDESに疑念を表明したのは1995年であり、それがパトナムの病理理解が発達論（離散的行動モデル ）に傾いた契機となった。「T」はTaxonの頭文字である。Taxonとは類計学的モデルのことでこれは単なるDESの簡易版ではない。DESは正常範囲の解離現象から精神病的な解離現象まで連続しているという立場である（解離参照）。それに対しDES-Tは、正常な解離と病的解離は連続的ではなくその二つの類型が存在する、従って正常範囲の解離度と精神病的な解離度の平均をとってもあまり意味はないという立場である。
初期のバージョンではDES同様に0%から100%までの11段階で答えてもらい平均を出すものだったが、ウォーラーとロス(Ross,C.A.)らの1997年の論文で発表されたバージョンアップ版は、単純平均ではなく、ロスが集めたDESの得点パターンから、統計的にボトムアップして判定を求めるものである。それぞれの項目に閾値を設定しておき、どの項目で閾値を超えたか、それは何項目か、などにより解離性障害の推定確率を統計ソフトのSASやExcelで計算する。田辺肇「病的解離性のDES-Taxon簡易判定法」では、例えばDESの5番目の「買った覚えがない新しい持ち物がある」という質問の閾値60%を超える回答があって、他の項目では閾値を超えていなかったなら解離性障害の推定確率は約11%。DESの5番目の他もう1項目で閾値を超えていれば推定確率85%以上。どれであれ3項目以上で閾値を超えていれば推定確率99%以上というような求めかたをする。従って初期のバージョンでの8項目単平均よりは統計的な信頼性は高い。

#### DDIS
DDIS(Dissociative Disorders Interview Schedule：解離性障害インタビュースケジュール)
ロス(Ross,C.A.) が作成した132項目のインタビューフォームで、多くはDSM基準を言い換えた質問からなる。
頭痛などの身体的訴えの有無、薬物依存、精神科の治療歴、うつ症状、シュナイダーの1級症状、夢遊歩行やトランス体験、児童虐待体験、解離性同一性障害特有の症状、超自然体験等、解離性障害群、うつ病、身体化表現性障害、境界性パーソナリティ障害をカバーする。これに「ある」「ない」「わからない」と答えてもらう綿密な構造化テストである。一般に30分から45分ぐらい要する。
ロスが前述の1991年カナダでのテストの際、一般人1,055人のうち454人にこのインタビューフォームを用いると11%に解離性障害の疑いが見られたという。1997年のロスのテストでは、一般人の中で何らかの解離性障害を有するものが12%。解離性同一性障害は3%ということになってしまった。精神科の患者ではないので比率として高すぎるが、しかしスクリーニングテストとしての信頼性は高い。

#### SCID-D
SCID-D (Structured Clinical Intervier for DSM-IV Dissociative Disorders)
先に触れたスティンバーグ (Steinberg,M.) が1994年に発表した、DSM-IVの定義に基づく解離性障害のための構造化面接である。解離性障害をひとつの連続体、スペクトラムと考え、解離現象を「健忘」「離人症」「現実感喪失」「同一性変容」「同一性混乱」という5つの中核的症状にわけて質問し評価する。250以上の項目があり、2 - 3時間かかり、面接者にも正式な訓練が要求される。北米での論文にはよく用いられる。2000年のDSM-IV-TRに合わせて改訂したのがSCID-DRである。

#### 各検出方法の信頼性とツール間の一致率
ロスらの論文によれば、精神科病院の入院患者に対するDES-T、DDIS、SCID-D、精神科臨床医による診断の結果は以下のとおりである。
- 解離性障害の判定は、DDISで40.8%、SCID-Dで44.5%と、臨床医で28.0%。
- 解離性同一性障害の判定は、DDISで7.5%(DDの18%)、SCID-Dで9.1%(DDの16.6%)と、臨床医で10.0%(DDの35.7%)。

解離性障害のうち、解離性同一性障害と特定不能の解離性障害の判定法間の一致率（κ係数：kappa statistic ）は次のとおりであり、完全には一致しないが十分に高い。
- DDIS／DES-T は 0.81。SCID-D／DES-T は 0.76。DDIS／SCID-D は 0.74。
- DES-T／臨床医は 0.74。DDIS／臨床医は 0.71。SCID-D／臨床医は 0.56。

解離性健忘および離人症性障害の判定には有効性を実証できなかった。なお精神科臨床医による診断数は他のテスト数より少ない。

## 治療
構造的解離理論に基づく治療では、治療前のアセスメントは次の3段階からなる。
1. 第1段階は標準的な臨床アセスメントで、一般的な精神医学的評価。
2. 第2段階は心的外傷に関連した症状と障害のアセスメント。
3. 第3段階は人格構造と人格機能、そして現病歴の系統的分析。

治療の3段階は次のように考える。
- 第1期、「安定化とスキルの向上」
日常生活において、より効率的に活動できるようにするため、ANPと主なEPの心的エネルギーを高め、代替行為・代償行動を適応的な行動へと変え、薄まった現実感、自分自身の存在感を強めていくようにサポートする。
- 第2期、「外傷記憶の治療」
様々な人格部分に見られる外傷記憶に対する恐怖症の克服が中心で、それにより構造的解離を不必要にさせる。「心的外傷後ストレス障害#治療」も参照されたい。
- 第3期、「人格の統合とリハビリテーション」
通常生活に対する恐怖症の克服であり、最終的には親密さに対する恐怖症の克服が山場であり、患者の生活の質を高く保つために不可欠である。

構造的解離理論はあくまで心的外傷を軸に組み立てられているが、心的外傷、あるいは心的内容そのものに対決するというより、心的エネルギー、つまり心の適応能力を高めてゆく、改善していくことの方を重視する。そしてこのアプローチは、外傷性精神障害に止まらず、不安定な家庭環境や、感覚過敏つまり外的刺激に対する脆弱性から慢性的に、かつ結果的に心的外傷と同じような傷を受けていると見られる一群に対しても有効性が期待されている。
解離症状に対する有効なアプローチとして、自我状態療法がある。加えて、認知の修正を目的とした行動制限療法の有効性を報告した研究もある。
離人症状を主とした解離性障害の症例報告では、治療者や支援者が患者にとって「安全な場所」となるようカウンセリングを行うことに加えて、日常生活における良好な人間関係の構築と行動範囲の拡大をサポートすることを通じて、症状が軽快していった。
子どもの解離性障害に対する治療では、精神療法と薬物療法に加えて、家族療法が求められる。事例研究をレビューした論文によると、約8割の事例において治療経過は良好であり、予後も良いことが示されている。